# سوجاتا (فیلم ۱۹۵۹)
سوجاتا (انگلیسی: Sujata) فیلمی هندی است که در سال ۱۹۶۰ منتشر شد. از بازیگران آن می‌توان به نوتان و سونیل دات اشاره کرد.